# ميس لاماركياني
ميس لاماركياني (الاسم العلمي:Celtis lamarckiana) هو نوع غير مؤكد من النباتات يتبع جنس الميس من الفصيلة القنبية.